# Alda Merini
Alda Giuseppina Angela Merini (Milão, 21 de março de 1931 - Milão, 1 de novembro de 2009) foi uma renomada escritora e poetisa italiana.
Ainda muito jovem, como poeta, ganhou a atenção e a admiração de outros escritores italianos, como Giorgio Manganelli, Salvatore Quasimodo e Pier Paolo Pasolini. Seu estilo de escritura é descrito como intenso, apaixonado e místico, e tem influência de Rainer Maria Rilke.
Ela explora a "alteridade" da loucura como parte da expressão criativa. O poema "A outra verdade. Diário de um abandono" (L'altra verità. Diario de una diversa) é considerado por alguns como sua obra-prima, Scheiwiller, 1986.
Em 1996, foi indicada pela Académie Française como candidata ao Prêmio Nobel de Literatura.
O presidente da República Italiana Giorgio Napolitano descreveu-a, em homenagem post-mortem, como uma "voz poética inspirada e límpida".

## Honrarias
- Ordem de Mérito de 3ª Classe - Comandante: Roma, 1 de junho de 2002[1]
- Sigillo longobardo, Conselho regional da Lombardia, 18 de março de 2002
- Laurea honoris causa em Teorias das comunicações e das linguagens, na Universidade de Messina, 16 de outubro de 2007

## Obras
- La presenza di Orfeo, Schwarz, Milan, 1953
- Paura di Dio, Scheiwiller, Milan, 1955
- Nozze romane, Schwarz, Milan, 1955
- Tu sei Pietro, Scheiwiller, Milan, 1966
- Destinati a morire, Lalli, Poggibonsi, 1980
- Le rime petrose, edizione privata, 1983
- Le satire della Ripa, Laboratorio Arti Visive, Taranto, 1983
- Le più belle poesie, edizione privata, 1983
- La Terra Santa, Scheiwiller, Milan, 1984
- La Terra Santa e altre poesie, Lacaita, 1984
- L'altra verità. Diario di una diversa, Scheiwiller, Milan, 1986
- Fogli bianchi, Biblioteca Cominiana, 1987
- Testamento, a cura di Giovanni Raboni, Crocetti, 1988
- Delirio amoroso 1989
- Il tormento delle figure, 1989
- Delirio amoroso, il Melangolo, Gênes, 1990
- Il tormento delle figure, Gênes, Il Melangolo, 1990.
- Le parole di Alda Merini, Rome, Stampa Alternativa, 1991
- Vuoto d'amore, Turin, Einaudi, 1991.
- Valzer, Ts. 1991
- Balocchi e poesie, Ts. 1991.
- Cinque poesie, Mariano Comense, Biblioteca Comunale, 1992
- Ipotenusa d´amore, Milan, La Vita Felice, 1992
- La palude di Manganelli o il monarca del re, Milan, La Vita Felice, 1992
- La vita felice: aforismi, Osnago, Pulcinoelefante, 1992
- La vita più facile: Aforismi, Osnago, Pulcinoelefante, 1992
- Aforismi, Nuove Scritture, 1992
- La presenza di Orfeo (Paura di Dio, Nozze Romane, Tu sei Pietro), Milan, Scheiwiller, 1993
- Le zolle d´acqua. Il mio naviglio, Cernusco sul naviglio (Milan), Montedit, 1993
- Rime dantesche, Crema, Divulga, 1993
- Se gli angeli sono inquieti. Aforismi, Florence, Shakespeare and Company, 1993
- Titano amori intorno, Milan, La Vita Felice, 1993
- 25 poesie autografe, Turin, La città del sole, 1994
- Reato di vita. Autobiografia e poesia, Milan, Melusine, 1994
- Il fantasma e l´amore, Milan, La Vita Felice, 1994
- Ballate non pagate, Torino, Einaudi, 1995
- Doppio bacio mortale, Faloppio, Lietocollelibri, 1995
- La pazza della porta accanto, Milan, Bompiani, 1995
- Lettera ai figli, Faloppio, Lietocollelibri, 1995
- Sogno e poesia, Milan, La Vita Felice, 1995
- Aforismi, Milan, Pulcinoelefante, 1996
- La pazza della porta accanto, Milan, Mondadori, 1996
- La Terra Santa: (Destinati a morire, La Terra Santa, Le satire della Ripa, Le rime petrose, Fogli bianchi) 1980-987, Milan, Scheiwiller, 1996
- La vita facile: sillabario, Milan, Bompiani, 1996
- Refusi, Brescia, Zanetto, 1996
- Un poeta rimanga sempre solo, Milan, Scheiwiller, 1996
- Immagini a voce, Motorola, 1996
- La vita felice: sillabario, Milan, Bompiani, 1996
- Un´anima indocile, Milan, La Vita Felice, 1996
- Sogno e poesia, Milan, La Vita Felice, 1996
- La vita facile: aforismi, Milan, Bompiani, 1997
- L´altra verità. Diario di una diversa, Milan, Rizzoli, 1997
- La volpe e il sipario, Legnago, Girardi, 1997, ISBN 88-17-86471-4
- Le più belle poesie di Alda Merini, Milan, La Vita Felice, 1997
- Orazioni piccole, Syracuse, Edizioni dell'ariete, 1997
- Curva in fuga, Siracusa, Edizioni dell´ariete, 1997
- Ringrazio sempre chi mi dà ragione. Aforismi di Alda Merini, Viterbo, Stampa Alternativa, 1997
- 57 poesie, Milan, Mondadori, 1998
- Favole, Orazioni, Salmi, scritti raccolti da Emiliano Scalvini, Soncino, Editrice la Libraria, 1988
- Eternamente vivo, Corbetta, L´incisione, 1998
- Fiore di poesia (1951-1997) (a cura di Maria Corti), Torino, Einaudi, 1998, ISBN 88-06-17377-4
- Lettere a un racconto. Prose lunghe e brevi, Milan, Rizzoli, 1998
- Aforismi e magie, Milan, Rizzoli, 1999
- Il ladro Giuseppe. Racconti degli anni sessanta, Milan, Scheiwiller, 1999
- L´uovo di Saffo. Alda Merini e Enrico Baj, Milan, Colophon, 1999
- La poesia luogo del nulla, Lecce, Manni, 1999
- Le ceneri di Dante: con una bugia sulle ceneri, Osnago, Pulcinoelefante, 1999
- L´anima innamorata, Milan, Frassinelli, 2000
- Superba è la notte, Turin, Einaudi, 2000
- Due epitaffi e un testamento, Osnago, Pulcinoelefante, 2000
- Vanni aveva mani lievi, Aragno, 2000
- Le poesie di Alda Merini, Milan, La Vita Felice, 2000
- Tre aforismi, Osnago, Pulcinoelefante, 2000
- Amore, Osnago, Pulcinoelefante, 2000
- Vanità amorose, Bellinzona, Edizioni Sottoscala, 2000
- Colpe d´immagini, Milan, Rizzoli, 2001
- Corpo d´amore: un incontro con Gesù, Milan, Frassinelli, 2001
- Folle, folle, folle d´amore per te, Milan, Salani, 2002
- Maledizioni d´amore, Acquaviva delle Fonti (Ba), Acquaviva, 2002
- Il paradiso, Osnago, Pulcinoelefante, 2002
- Anima, Osnago, Pulcinoelefante, 2002
- Ora che vedi Dio, Osnago, Pulcinoelefante, 2002
- Un aforisma, Osnago, Pulcinoelefante, 2002
- La vita, Osnago, Pulcinoelefante, 2002
- Una poesia, Osnago, Pulcinoelefante, 2002
- Magnificat: un incontro con Maria, Milan, Frassinelli, 2002
- Invettive d´amore e altri versi, Turin, Einaudi, 2002
- Il maglio del poeta, Lecce, Manni, 2002
- La carne degli angeli, Milan, Frassinelli, 2003
- Più bella della poesia è stata la mia vita, Torino, Einaudi, 2003
- Delirio Amoroso, Gênes, Il Nuovo Melangolo, 2003
- Alla tua salute, amore mio: poesie, aforismi, Acquaviva delle Fonti (Ba), Acquaviva, 2003
- Poema di Pasqua, Acquaviva delle Fonti (Ba), Acquaviva, 2003
- Il mascalzone veronese, Acquaviva delle Fonti (Ba), Acquaviva, 2003
- Lettera a Maurizio Costanzo, Faloppio, Lietocollelibri, 2003
- La clinica dell´abbandono, Turin, Einaudi, 2004
- Cartes (Des),  Vicolo del Pavone, 2004
- Dopo tutto anche tu, San Marco dei Giustiniani, 2004
- El Disaster, Acquaviva delle Fonti (Ba), Acquaviva, 2004
- Lettera ai bambini, Faloppio, Lietocollelibri, 2004
- La volpe e il sipario. Poesie d´amore, Milan, Rizzoli, 2004
- La voce di Alda Merini. La dismisura dell´anima. Audiolibro. CD audio. Milan, Crocetti,2004
- Poema della croce, Milan, Frassinelli, 2004
- Uomini miei, Milan, Frassinelli, 2005
- Il Tavor, Acquaviva delle Fonti (Ba), Acquaviva, 2005
- Sono nata il ventuno a primavera. Diario e nuove poesie, Lecce, Manni. 2005
- La presenza di Orfeo - La Terra Santa, Milan, Scheiwiller, 2005
- Nel cerchio di un pensiero, Milan, Crocetti, 2005
- Io dormo sola, Acquaviva delle Fonti (Ba), Acquaviva, 2005
- Figli e poesie, Acquaviva delle Fonti (Ba), Acquaviva, 2005
- Le briglie d´oro. Poesie per Marina 1984 - 2004, Milan, Scheiwiller, 2005
- La famosa altra verità, Acquaviva delle Fonti (Ba), Acquaviva, 2006
- L´Altra verità diario di una diversa, Milan, Rizzoli, 2006
- Lettere di Pasolini, Acquaviva delle Fonti (Ba), Acquaviva, 2006
- Après tout même toi / Dopo tutto anche tu, Oxybia Editions, 2009
- Délire amoureux / Delirio amoroso, Oxybia Editions, 2011
- Délit de vie, autobiographie et poésie, tim buctu éditions, 2015

## Outras imagens

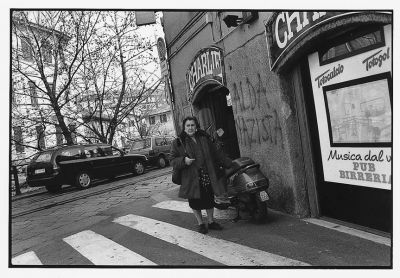
No Cafè Chimera, em Milão
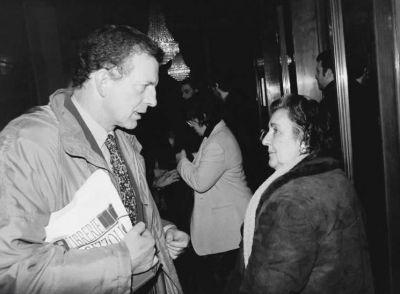
Alda Merini com Aldo Busi
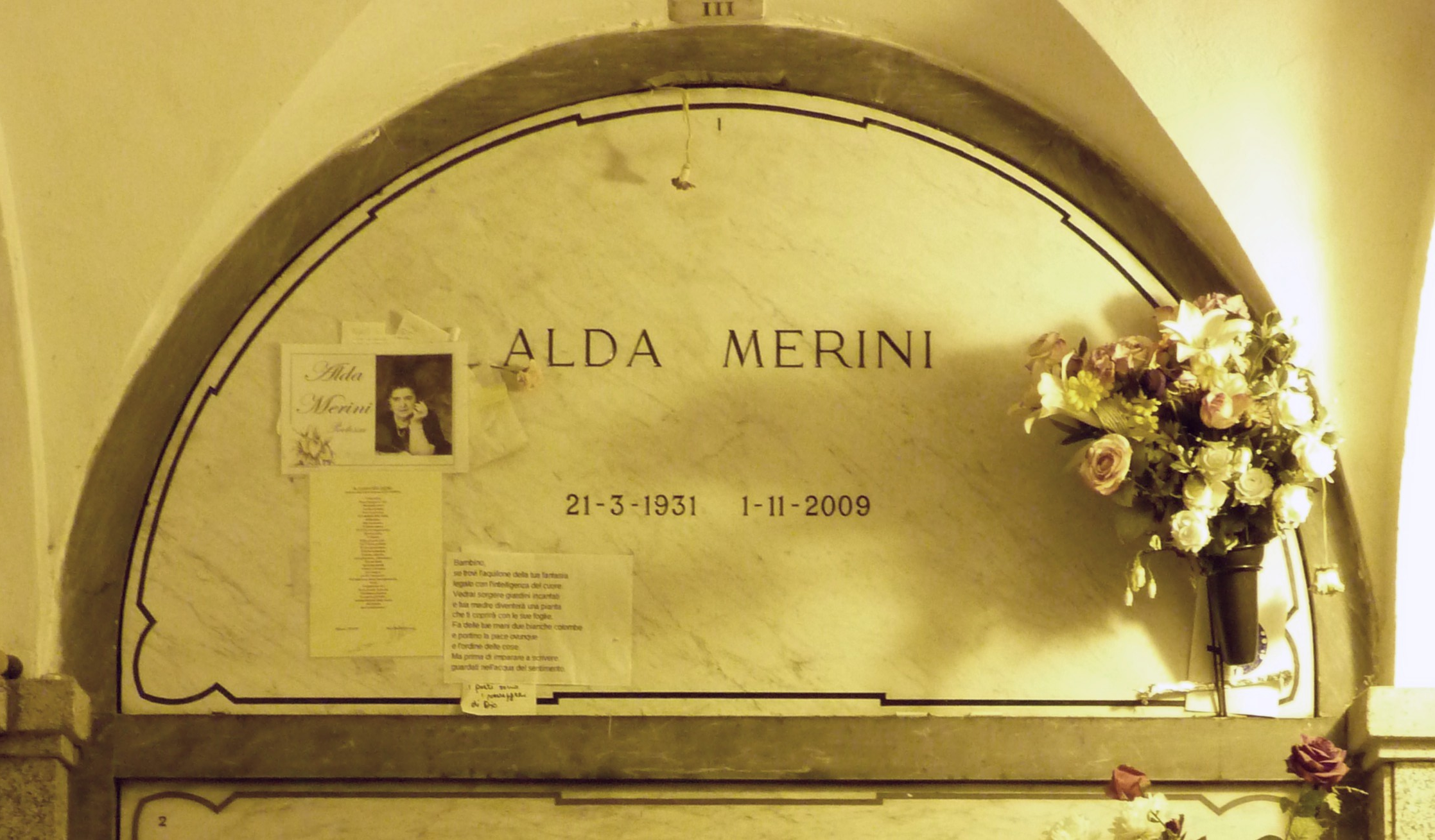
Tùmulo de Alda Merini no Cemitério Monumental de Milão